# Sojuz 9
Sojuz 9 (ryska: Союз-9) var en flygning i det sovjetiska rymdprogrammet. Farkosten sköts upp med en Sojuz-raket från Kosmodromen i Bajkonur den 1 juni 1970. Flygningen med tvåmansbesättningen Andrijan Nikolajev och Vitalij Sevastianov bröt det fem år gamla rekordet i rymden med sin nära 18-dagars flygning. Farkosten återinträdde i jordens atmosfär och landade i Sovjetunionen den 19 juni 1970.